# Fischerhaus (Flein)

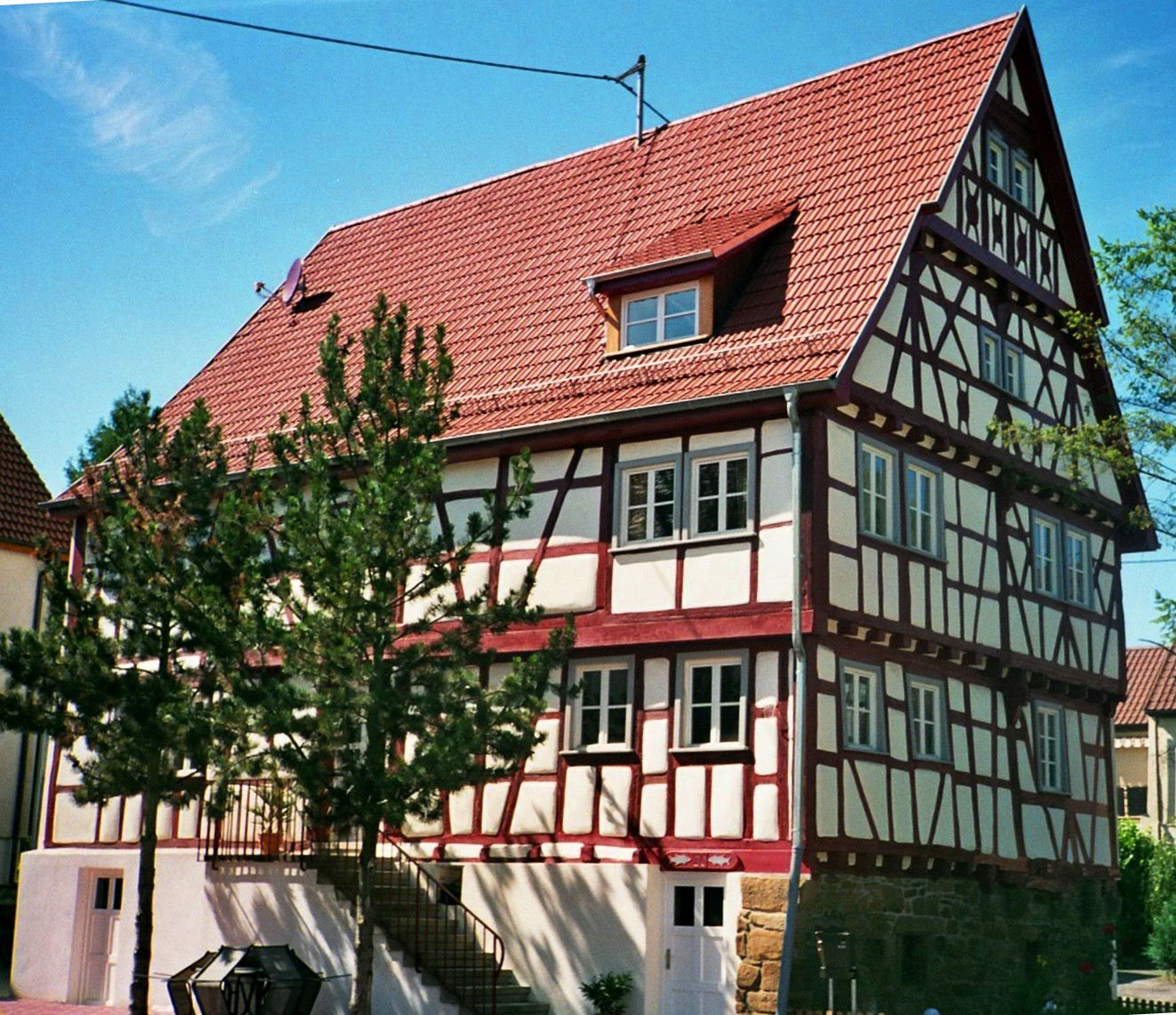
Das Fischerhaus in Flein

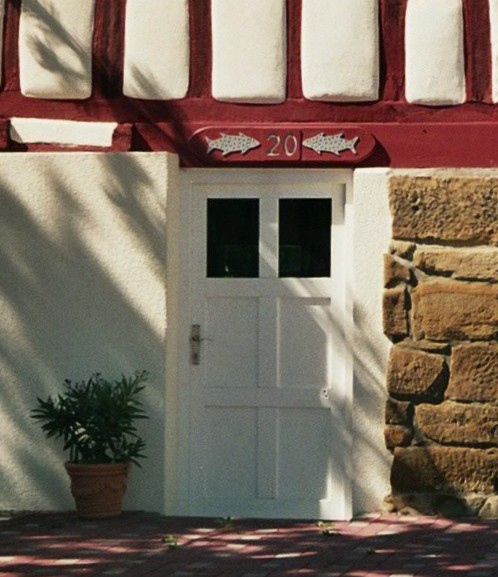
Reliefbilder von Fischen am Fachwerkhaus

Das Fischerhaus in der Ilsfelder Straße Nr. 20 in Flein zählt zu den Kunst- und Kulturdenkmälern in Stadt- und Landkreis Heilbronn. Neben dem Untergeschoss des Kirchturms der Veitskirche und dem Kornhaus zählt das Fischerhaus zu den ältesten Gebäuden Fleins.

## Beschreibung
Das Fachwerkhaus wurde 1592 mit einem Zierfachwerk-Giebel im Stil der Renaissance erbaut. Nach den am Haus befindlichen Reliefbildern von Fischen wird der Profanbau Fischerhaus genannt.